# Synagogue du Havre
La synagogue du Havre est une synagogue située dans la ville française du Havre dans le département de la Seine-Maritime en région Normandie.

## Historique
Située dans le centre reconstruit, la synagogue avait reçu la visite du président de la République Jacques Chirac en avril 2002. Elle est le siège de l'association consistoriale israélite du Havre dont le président est Victor Elgressy.